# Ray Kennedy
Raymond "Ray" Kennedy (født 28. juli 1951 i Seaton Delaval, England, død  30. november 2021) var en engelsk fodboldspiller, der spillede som midtbanespiller. 

## Karriere
Han var på klubplan primært tilknyttet Arsenal F.C. og Liverpool F.C., som han begge vandt adskillige, såvel nationale som internationale titler med. Således var han med til at vinde fem engelske mesterskaber med Liverpool samt klubbens tre første europæiske mesterholdstitler. Han havde også kortere ophold hos Swansea City og Hartlepool United.
Kennedy blev desuden noteret for 17 kampe og tre scoringer for Englands landshold. Han repræsenterede sit land ved EM i 1980 i Italien.
Han blev af Liverpool-træneren Bob Paisley betegnet som 'en af Liverpools største spillere og muligvis en af de mest undervurderede.'

## Privatliv
Kennedy blev i slutningen af sin karriere i 1984 diagnosticeret med Parkinsons sygdom, og han var meget åben om sin sygdom, hvis behandling dog var bekostelig for ham og blandt andet tvang ham til at sælge sine medaljer. Han kæmpede i det hele taget meget med sygdommen.

## Titler
Engelsk 1. division
- 1971 med Arsenal F.C.
- 1976, 1977, 1979, 1980 og 1982 med Liverpool F.C.

FA Cup
- 1971 med Arsenal F.C.

Football League Cup
- 1981 med Liverpool F.C.

Charity Shield
- 1976, 1977, 1979 og 1980 med Liverpool F.C.

Inter-Cities Fairs Cup
- 1970 med Arsenal F.C.

Mesterholdenes Europa Cup
- 1977, 1978 og 1981 med Liverpool F.C.

UEFA Cup
- 1976 med Liverpool F.C.

UEFA Super Cup
- 1976 med Liverpool F.C.

Welsh Cup
- 1983 med Swansea City